# Bosko
Bosko est un personnage animé créé par les animateurs Hugh Harman et Rudolf Ising. Il est considéré comme étant un précurseur des Looney Tunes. Bosko a également été le premier personnage récurrent d'un dessin animé des courts métrages des Leon Schlesinger Productions. Il se présente sous la caricature d'un enfant noir portant un chapeau melon.

## Historique

### Création et premier film
Le premier court-métrage dans lequel il apparut fut Bosko the Talk-Ink Kid de 1929. Ce court-métrage, mélangeant prise de vue réelle et animation, présente un artiste donnant vie à un personnage en le crayonnant sur sa planche à dessins. Le personnage se mettait alors à chanter avec un fort accent et jouer du piano. L'auteur, ne supportant pas le chant faux du personnage, se met à l'aspirer à l'aide de sa plume et le reverse dans son flacon d'encre.

### Bosko et les Looney Tunes
Ses apparitions suivantes furent faites sous le label des Looney Tunes de Warner Bros bien que Hugh Harman et Rudolf Ising prirent la précaution de conserver les droits du personnage et sont crédités à l'écran titre. Dès le premier épisode, il lui fut attribué une petite amie du nom de Honey. Ses caractéristiques furent inchangées à l’exception de sa voix, d'un ton moins grave. Comme beaucoup de dessins animés de cette époque, l'essentiel des gags reposent sur une interaction musicale avec les objets et personnages environnants.

### Bosko à la MGM
En 1933, à la suite d'un conflit avec Leon Schlesinger, les auteurs, toujours en possession des droits du personnage, poursuivent les aventures de Bosko aux studios de la MGM. Le personnage fut alors redessiné sous une forme plus réaliste accentuant son apparence humaine. Il se présente alors sous la forme, toujours caricaturale caractéristique de cette époque, d'un enfant noir vêtu de haillons et d'un chapeau de paille.

### Bosko à la télévision
Bosko et Honey firent une apparition hommage dans un épisode des Tiny Toons diffusé en 1990 y jouant, à juste titre, des personnages noir et blanc oubliés des années 30. Leur forme fut modifié en leur attribuant une paire d'oreilles de chien leur faisant perdre leur aspect humain et caricaturaux.

## Filmographie
Jusqu'en 1933 (période Looney tunes) :
- 1929 : Bosko the Talk-Ink Kid
- 1930 : Sinkin' in the Bathtub
- 1930 : Congo Jazz
- 1930 : Hold Anything
- 1930 : The Booze Hangs High
- 1930 : Box Car Blues
- 1931 : Big Man from the North
- 1931 : Ain't Nature Grand!
- 1931 : Ups 'n Downs
- 1931 : Dumb Patrol (Bosko)
- 1931 : Yodeling Yokels
- 1931 : Bosko's Holiday
- 1931 : The Tree's Knees
- 1931 : Bosko Shipwrecked
- 1931 : Bosko the Doughboy
- 1931 : Bosko's Soda Fountain
- 1931 : Bosko's Fox Hunt
- 1932 : Bosko at the Zoo
- 1932 : Battling Bosko
- 1932 : Big-Hearted Bosko
- 1932 : Bosko's Party
- 1932 : Bosko and Bruno
- 1932 : Bosko's Dog Race
- 1932 : Bosko at the Beach
- 1932 : Bosko's Store
- 1932 : Bosko the Lumberjack
- 1932 : Ride Him, Bosko!
- 1932 : Bosko the Drawback
- 1932 : Bosko's Dizzy Date (titre alternatif :  Bosko and Honey)
- 1932 : Bosko's Woodland Daze
- 1933 : Bosko in Dutch
- 1933 : Bosko in Person
- 1933 : Bosko the Speed King
- 1933 : Bosko's Knight-Mare
- 1933 : Bosko the Sheep-Herder
- 1933 : Beau Bosko
- 1933 : Bosko's Mechanical Man
- 1933 : Bosko the Musketeer
- 1933 : Bosko's Picture Show

Après  : 
- 1934 : Bosko's Parlor Pranks (cartoon Metro-Goldwyn-Mayer)
- 1935 : Hey-Hey Fever
- 1935 : Run, Sheep, Run (nouvelle apparence de Bosko)
- 1936 : The Old House
- 1937 : Circus Daze
- 1937 : Bosko's Easter Eggs
- 1937 : Little Ol' Bosko and the Pirates
- 1937 : Little Ol' Bosko and the Cannibals
- 1938 : Little Ol' Bosko in Bagdad (dernier cartoon avec Bosko)